# Ефоріє-Суд
Ефоріє-Суд (рум. Eforie Sud) — село у повіті Констанца в Румунії. Адміністративно підпорядковане місту Ефоріє.
Село розташоване на відстані 208 км на схід від Бухареста, 16 км на південь від Констанци.

## Населення
За даними перепису населення 2002 року у селі проживали 4717 осіб.
Національний склад населення села:
| Національність   | Кількість осіб | Відсоток |
| ---------------- | -------------- | -------- |
| румуни           | 4173           | 88,5%    |
| татари           | 243            | 5,2%     |
| турки            | 193            | 4,1%     |
| цигани           | 63             | 1,3%     |
| угорці           | 13             | 0,3%     |
| росіяни-липовани | 11             | 0,2%     |
| вірмени          | 7              | 0,1%     |
| німці            | 6              | 0,1%     |
| поляки           | 6              | 0,1%     |

Рідною мовою назвали:
| Мова       | Кількість осіб | Відсоток |
| ---------- | -------------- | -------- |
| румунська  | 4228           | 89,6%    |
| татарська  | 238            | 5,0%     |
| турецька   | 182            | 3,9%     |
| циганська  | 27             | 0,6%     |
| угорська   | 12             | 0,3%     |
| російська  | 9              | 0,2%     |
| вірменська | 7              | 0,1%     |
| польська   | 6              | 0,1%     |
| німецька   | 5              | 0,1%     |